# モーズ軟膏
モーズ軟膏(モーズ・なんこう)とは、皮膚がんや乳癌の皮膚病変などの治療に用いられる薬剤。モーズ・ペーストとも呼ばれる。

## 概要
米国のフレデリック・E・モーズ医師（Frederic E. Mohs）により開発された。モーズが開発した治療法（chemosurgery）は、このモーズ軟膏を塗布し、変性した腫瘍を取り除くことを繰り返す。モーズ軟膏のオリジナルは、塩化亜鉛の他に亜アンチモン酸塩とサンギナリア（ブラッドルート、和名カナダケシ）を含んでいたが、これら2つは日本では入手困難なため用いられない。ただし、アメリカではモーズ軟膏に代わって、切除した病変からクリオスタットで迅速切片を作成して病理検査し、腫瘍が見られなくなるまで切除することで可能な限り正常部位を残す方法（モーズ手術）が確立されている（ただし日本では一部の病院でしか施術できず、保険適用もされていない）。
日本では、病巣の感染のほか、病巣からの出血や浸出液による汚染や悪臭に対応するために用いられることが多い。これらに対してはモーズペーストの代替薬として亜鉛華デンプンを用いる方法も報告されている。

## 薬理
モーズ軟膏の効果は主に塩化亜鉛によるものである。亜鉛イオンは水溶液中で蛋白質を沈殿させ、組織の収斂や腐食を起こす。また細菌に対しては殺菌作用を示す。殺菌作用により、メトロニダゾール軟膏同様に、悪臭を伴う感染病巣にも効果を示す。

## 組成
- 塩化亜鉛; 50g
- 精製水; 25mL
- 亜鉛華デンプン; 25g
- グリセリン; 20mL

以上を混和して、調製する。

## 調整法
- 塩化亜鉛は腐食性があるため、金属容器・スプーンなどは使用できない。ガラスのビーカーや陶器の乳鉢を用いる。

1. ビーカーに精製水25mLを入れ、徐々に塩化亜鉛50gを加え、スターラーを用いて撹拌しつつ溶解させる。溶解熱を発するので、十分に冷却させる。
2. 塩化亜鉛水溶液に亜鉛華デンプン25gを少量ずつ混和しながら加える。
3. 十分に混和し均一になったらグリセリン20mLを加え、ペースト状にする。